# Opius harteni
Opius harteni är en stekelart som beskrevs av Papp 2003. Opius harteni ingår i släktet Opius och familjen bracksteklar. Inga underarter finns listade i Catalogue of Life.